# Protoplazma
Protoplazma – część komórki oddzielona od środowiska błoną komórkową. Wyróżnia się w niej jądro komórkowe i cytoplazmę.

## Struktury komórkowe
| ściana komórkowa |            |                            |
| błona komórkowa  |            |                            |
| protoplazma      | cytoplazma | cytozol                    |
| protoplazma      | cytoplazma | retikulum endoplazmatyczne |
| protoplazma      | cytoplazma | aparat Golgiego            |
| protoplazma      | cytoplazma | lizosomy                   |
| protoplazma      | cytoplazma | peroksysomy                |
| protoplazma      | cytoplazma | wakuola                    |
| protoplazma      | cytoplazma | centrosom                  |
| protoplazma      | cytoplazma | cytoszkielet               |
| protoplazma      | cytoplazma | rybosomy                   |
| protoplazma      | cytoplazma | mitochondria               |
| protoplazma      | cytoplazma | plastydy                   |
| protoplazma      | jądro      | błona jądrowa              |
| protoplazma      | jądro      | plazma jądrowa             |
| protoplazma      | jądro      | chromatyna                 |
| protoplazma      | jądro      | jąderko                    |